# Мохамед Метваллі
Мохамед Мустафа Ахмед Абдулла Метваллі (араб. محمد مصطفى أحمد عبد الله متولي; нар. 24 серпня 1995) — єгипетський борець греко-римського стилю, дворазовий чемпіон, срібний та бронзовий призер чемпіонатів Африки, срібний та бронзовий призер Африканських ігор, учасник двох Олімпійських ігор.

## Спортивні результати на міжнародних змаганнях

### Виступи на Олімпіадах
| Змагання                    | Збірна | Вагова категорія                 | Місце |
| --------------------------- | ------ | -------------------------------- | ----- |
| Літні Олімпійські ігри 2020 | Єгипет | греко-римська боротьба, до 87 кг | 5     |
| Літні Олімпійські ігри 2024 | Єгипет | греко-римська боротьба, до 87 кг | 14    |

### Виступи на Чемпіонатах світу
| Змагання                        | Збірна | Вагова категорія                 | Місце |
| ------------------------------- | ------ | -------------------------------- | ----- |
| Чемпіонат світу з боротьби 2022 | Єгипет | греко-римська боротьба, до 87 кг | 22    |
| Чемпіонат світу з боротьби 2023 | Єгипет | греко-римська боротьба, до 87 кг | 32    |

### Виступи на Чемпіонатах Африки
| Змагання                         | Збірна | Вагова категорія                 | Місце  |
| -------------------------------- | ------ | -------------------------------- | ------ |
| Чемпіонат Африки з боротьби 2016 | Єгипет | греко-римська боротьба, до 85 кг | Бронза |
| Чемпіонат Африки з боротьби 2017 | Єгипет | греко-римська боротьба, до 85 кг | Золото |
| Чемпіонат Африки з боротьби 2019 | Єгипет | греко-римська боротьба, до 87 кг | Золото |
| Чемпіонат Африки з боротьби 2020 | Єгипет | греко-римська боротьба, до 87 кг | Срібло |

### Виступи на Африканських іграх
| Змагання              | Збірна | Вагова категорія                 | Місце  |
| --------------------- | ------ | -------------------------------- | ------ |
| Африканські ігри 2019 | Єгипет | греко-римська боротьба, до 87 кг | Бронза |
| Африканські ігри 2024 | Єгипет | греко-римська боротьба, до 87 кг | Срібло |

### Виступи на Всесвітніх іграх військовослужбовців
| Змагання                                | Збірна | Вагова категорія                 | Місце |
| --------------------------------------- | ------ | -------------------------------- | ----- |
| Всесвітні ігри військовослужбовців 2019 | Єгипет | греко-римська боротьба, до 87 кг | 10    |

### Виступи на інших змаганнях
| Змагання                                                          | Збірна | Вагова категорія                 | Місце  |
| ----------------------------------------------------------------- | ------ | -------------------------------- | ------ |
| Турнір Дана Колова — Николи Петрова 2019                          | Єгипет | греко-римська боротьба, до 87 кг | 9      |
| Меморіал Олега Караваєва 2019                                     | Єгипет | греко-римська боротьба, до 87 кг | 12     |
| Меморіал Маттео Пелліконе 2020                                    | Єгипет | греко-римська боротьба, до 87 кг | 9      |
| Олімпійський кваліфікаційний турнір з боротьби 2020 (Хаммамет)    | Єгипет | греко-римська боротьба, до 87 кг | Золото |
| Кубок Владислава Пітласинські 2021                                | Єгипет | греко-римська боротьба, до 87 кг | 11     |
| Меморіал Кристьяна Палусалу 2023                                  | Єгипет | греко-римська боротьба, до 87 кг | Золото |
| Меморіал Іона Корнеану і Ладислава Сімона 2023                    | Єгипет | греко-римська боротьба, до 87 кг | Бронза |
| Відкритий чемпіонат Загреба з боротьби 2024                       | Єгипет | греко-римська боротьба, до 87 кг | 13     |
| Олімпійський кваліфікаційний турнір з боротьби 2024 (Александрія) | Єгипет | греко-римська боротьба, до 87 кг | Золото |

### Виступи на змаганнях молодших вікових груп
| Змагання                                      | Збірна | Вагова категорія                 | Місце |
| --------------------------------------------- | ------ | -------------------------------- | ----- |
| Чемпіонат світу з боротьби серед юніорів 2015 | Єгипет | греко-римська боротьба, до 84 кг | 10    |
| Чемпіонат світу з боротьби серед молоді 2017  | Єгипет | греко-римська боротьба, до 85 кг | 14    |
| Чемпіонат світу з боротьби серед молоді 2018  | Єгипет | греко-римська боротьба, до 87 кг | 5     |